# あややゴルフ
『あややゴルフ』は、日本テレビで放送されていたゴルフバラエティ番組。
2006年4月4日から放送開始。2006年9月26日終了。放送時間は毎週火曜日の24時20分～24時50分。「鶴の間」の後番組。
正式番組名は「キリンビバレッジPresents あややゴルフ」。
2007年4月4日から毎週水曜日24時26分～24時56分に「あややゴルフ2」が放送された（2007年9月26日まで）。

## 概要
松浦亜弥がプロ・アマ戦への出場を目標に、ゴルフについて学び、トークや、ゲストや共演者の北陽と対決、勝負を繰り広げる。
実際にコースを回りコーチから指導を受けたりする。また、おすすめのゴルフファッションなども紹介する。

## 出演者
- 松浦亜弥
- 谷将貴
- 虻川美穂子
- 伊藤さおり
- 松本ともこ（ナレーション）
- 山下美穂子(1のみ)
- 陳永芳（ゴルフヨガの先生。1のみ、Allure-yoga公認インストラクター）
- 山本舞衣子(2のみ)

## 放送内容

### 「あややゴルフ」
| 回 | 放送日        | 内容 |
| -- | ------------- | --- |
| 1  | 2006年 4月4日 | 北陽と共に、番組開始宣言。超初心者ながら、遠藤章造と全18ホールを廻ることに。松浦は第1ホールを19打でスタート。第5ホールまでをオンエア。 なおこの回は、ドラマ・コンプレックス拡大放送のため24時40分開始。 |
| 2  | 4月11日       | 遠藤との全18ホール巡りの続き。第6ホールから第12ホールまで。松浦は前半ハーフまでで106打。 |
| 3  | 4月18日       | 遠藤との全18ホール巡り最終回。第14ホールから第18ホールまで(第13ホールのシーンはカット)。松浦は後半を93打、トータル199打で終える。 |
| 4  | 4月25日       | 北陽と共に、半年間で100を切るとの目標を立てる。達成出来なかった場合は、「プロゴルファー猿の格好でタイガー・ウッズにサインを貰いに行く」という罰ゲームが決まる。その後、北陽とワンホールで対決。各人1度だけ、谷からアドバイスを受けることが出来る。 |
| 5  | 5月2日        | 北陽とのワンホール対決の続き。あややは8打。しかし、北陽の2人が15打で同点のため2ホール目に突入。2ホール目は、松浦7打(トリプルボギー)、伊藤さおり10打、虻川美穂子11打で終わる。 |
| 6  | 5月9日        | おぎやはぎと対決。あややおよび北陽に対して4打のハンディキャップを設定し、1ホールでの打数を競う。Par 4。松浦7打(ハンディキャップを引くと3打)、小木博明5打、矢作兼5打であややの勝ち。北陽の2人は途中リタイア。 番組中、「虻川のゴルフ秘密兵器(1)」として、ゴルフボール発見用眼鏡「ビジボール」が紹介される。 - キリンカップ・サッカー中継のため、24時50分開始。                                                                               |
| 7  | 5月16日       | おぎやはぎとペア対決。松浦・小木組、虻川・矢作組に分かれ、ペアのトータル打数で勝敗を競う。Par4。伊藤はキャディ。勝負は松浦10打・小木5打の計15打に対して、虻川8打・矢作6打の計14打で、虻川・矢作ペアの勝利。 - 虻川のゴルフ秘密兵器(2) - ゴルフスイング矯正ギプス「スウィングジャケット」 - 巨人×ソフトバンク戦中継が30分延長されたため、24時50分開始。                                                                                      |
| 8  | 5月23日       | 小学生ゴルファーと対決。1人目は飯泉祐樹(11歳・ベストスコア71)。松浦・虻川の両方が打ち良い方のボールでプレーを継続する特別ルールを採用。結果は、Par5のホールで飯泉5打(パー)に対し、松浦&虻川9打。2人目は渡辺碧(10歳・ベストスコア80)。対決は次週。 - 虻川のゴルフ秘密兵器(3) - 練習用アイアン「メディカス2000」 - 巨人×日本ハム戦中継が30分延長されたため、24時50分開始。                                                                    |
| 9  | 5月30日       | 前週に続き小学生と対決。2人目は渡辺碧(10歳・ベストスコア80)。Par4のホールであやや&虻川、渡部とも6打で引き分け。3人目は三宅伽音(7歳・ベストスコア83)。伊藤とペアを組み対決。Par4に対し、松浦&虻川8打、三宅&伊藤6打で、三宅&伊藤ペアの勝利。 |
| 10 | 6月6日        | ゴルゴ松本(ベストスコア82)と対決。Par4のホールで、ハンディキャップ3、ゴルゴ松本vs松浦・北陽で勝負。松浦・北陽は、3人の中で良いボールを選択してプレーする。結果は、ゴルゴが4打、松浦・北陽は7打。ハンディキャップを差し引き、引き分け。 |
| 11 | 6月13日       | ゴルゴ松本と対決。松浦・虻川vsゴルゴ・伊藤で勝負。1つのボールを交互に打ち合う。Par4で、松浦・虻川9打、ゴルゴ・伊藤7打で、ゴルゴ・伊藤ペアの勝ち。 |
| 12 | 6月20日       | 古閑美保を招き、「あややゴルフリクエストスペシャル」を実施。 - ドライバー風船割りショット - 30ヤード先に設置した直径120cmの風船をティーショットで割る。7打目で成功。 - 秘技アイマスクショット - 120ヤードのショートホールで、アイマスクをしたまま1オンを狙う。1打目で成功。 - 忍法水切りショット - 幅40メートルの池を、水切りしながら越える。3打目で成功。 - タライに入れたらイン - 50ヤード先の直径60cmのタライにアプローチ。9打目で成功。 |
| 13 | 6月27日       | 古閑美保とハンディキャップ対決。 - 古閑は9番アイアンのみで廻る。Par4で、古閑6打、松浦12打、虻川12打、伊藤11打。 - 古閑、パターのみで廻る。Par4のホールを6打。 |
| 14 | 7月4日        | あやや祝20歳！ニアピン大会。ゲスト:アンガールズ。 各自20球打ち、一番ピンに近かった者が、距離に応じた商品を獲得できる。松浦11.6m、虻川 5.1m、田中卓志 3.7mで田中の勝ち。伊藤と山根良顕は計測係。 - 虻川のゴルフ秘密兵器(4) - RCゴルフ。リモコンで動くゴルフボール。 - 巨人×中日戦中継が20分延長されたため、24時40分開始。 |
| 15 | 7月11日       | 松岡充と対決。あややチームのハンディキャップは2。Par4のホールで、松浦8打(ハンディキャップを引いて6打)、松岡充6打で引き分け。北陽の二人は途中リタイア。 |
| 16 | 7月18日       | 松岡充をゲストに迎えてペア対決。松浦・伊藤組 vs 虻川・松岡組に分かれ、2名の合計スコアで競う。Par4のホールで、松浦5打、伊藤13打、松岡6打、虻川14打。松浦・伊藤組の勝ち。 - 虻川のゴルフ秘密兵器(5) - 聴くだけで飛距離がアップするCD。非売品。 |
| 17 | 7月25日       | アンガールズをゲストに迎えて対決。Par4で、松浦11打、田中6打、山根7打。勝負はアンガールズの勝ち。北陽の二人は途中リタイア。 - 虻川のゴルフ秘密兵器(6) - アーニー・エルス トレーニングシステム。 - 映画「ゲド戦記」PR番組のため、24時29分開始。 |
| 18 | 8月1日        | えなりかずきと対決。えなりはフェアウェイ以外は1打罰。松浦チームは3人の中のベストショットを使う特別ルール。Par4で、えなり4打(1打罰を加えて5打扱い)、松浦チーム7打で、えなりの勝ち。 |
| 19 | 8月8日        | 前回同様えなりかずきがゲスト。松浦・えなりペア対北陽のペア対決。前回同様えなりはフェアウェイ以外1打罰＋松浦・えなりペアはハンデ2。Par4で松浦・えなりペアは計18打(えなりのペナとハンデを除くと13打)、北陽は計20打で松浦・えなりペアの勝ち。 |
| 20 | 8月15日       | 鈴江奈々、馬場典子、山下美穂子と対決。両チームとも3人の中でベストショットを選んで進むスクランブル方式。Par4で、松浦チーム9打、女子アナチーム5打で女子アナチームの勝ち。北陽の二人は途中リタイア。 - 虻川のゴルフ秘密兵器(8) - パワーグリップトレナー。 |
| 21 | 8月22日       | 先週に引き続き、日テレチームと対決。両チームとも1つのボールを交互に打つ方式。 - 古閑スペシャルメッセージ。 - 馬場のゴルフ秘密兵器(1) - スロートップ72。 |
| 22 | 8月29日       | |
| 23 | 9月5日        | |
| 24 | 9月12日       | |
| 25 | 9月19日       | |
| 26 | 月26日        | |

### 「あややゴルフ2」
| 回 | 放送日        | 内容 |
| -- | ------------- | --- |
| 1  | 2007年 4月4日 | 北陽vs.蛍原徹・原西孝幸の番組レギュラー争奪1ホールマッチ in沖縄（前編） |
| 2  | 4月11日       | 北陽vs.蛍原・原西対決（後編）1ホール目、泣きの2ホール目とも蛍原・原西組が圧勝したものの、松浦の希望で北陽がレギュラー続投。 |
| 3  | 4月18日       | レギュラー陣に北田瑠衣を含めた4人でニアピンバーベキュー大会 ピンからの距離に応じて食材が得られるが、グリーンを外すと没収（対決ではなく4人で1セットの食材）。最終的に食材はナシに。 |
| 4  | 4月25日       | 先週の4人でトーク |
| 5  | 5月2日        | TIMがコンビでは初登場。あやや・北陽チーム対TIMで1ホール対決。あやや・北陽チームはベストショットを選ぶ特別ルール、TIMは個別にショット。あやや・北陽チームの勝利。ゴルゴは「バックスウィングをせずに打った」ため失格。 |
| 6  | 5月9日        | ゴルゴチーム（+北陽）対レッドチーム（+あやや）で1ホール対決。ゴルゴチームの勝利。罰ゲームであややが足裏マッサージ。 |
| 7  | 5月16日       | ゲストは藤田幸希。松浦と北陽が目標とする「100切り」に向けてアドバイスする。そして、やはり日ごろのトレーニングに勝る上達法はないと、藤田のトレーニング 方法を教えてもらう。 未来の宮里藍をアポなし訪問天才(秘)美少女VS虻川▽(秘)プロ登場 |
| 8  | 5月23日       | ゲストの藤田編の続き。親睦を深めるため、「食材調達ニアピン バーベキュー大会」を開催する。グリーン上のピン を中心に1メートルごとに豪華食材が置かれ、その場所に乗ったら食材をゲット。みんなで獲得した食材でバーベキューをする企画。藤田の出身地・静岡県の 名産の数々が用意され、ホールインワンが出た場合は、50万円相当の超豪華食材一式をプレゼントするが、ピンから10メートル以上だと食材はなし。出演は、松浦、虻川、伊藤ら。 大興奮21歳ギャルプロが挑戦豪華食材(秘)ニアピン戦あやや絶叫 |
| 9  | 5月30日       | 藤田編の続き。プロの実力を見せてもらうスペシャルチャレンジを用意し、藤田には、宙に浮いた巨大な風船を打ち割ってもら う「プロの腕試し！ドライバーボンバー!!」に挑戦してもらう。宙に縦に並んで浮いている3つの風船を、ドライバーショットをコントロールして、すべて打ち割 るというもの。 超華麗21歳ギャルプロが挑戦ドライバー(秘)風船割り(秘)赤面公約 |
| 10 | 6月6日        | スペシャルゲストに笑福亭笑瓶と原口あきまさが登場。松浦と北陽のチームあややと、チーム笑瓶・原口で対決する。実力差をカバーするため、「あややゴルフ特別ルール」を採用。チームあややの誰かが笑瓶か原口のスコアを上回れば勝ち。そしてチームあややは1ホールに1回、コーチのアドバイスをもらえる。 初登場ついにBIG3が参戦!?お笑いコンペから刺客芸人S&H |
| 11 | 6月13日       | 豪華海鮮網焼きを懸けて原口あきまさ&笑福亭笑瓶と対決[後] |
| 12 | 6月20日       | 全部埋めたら100万円ドラテンチャレンジ 上田桃子 |
| 13 | 6月27日       | ▽上田桃子プロとトーク！▽ゴルフの極意を学ぶほか |
| 14 | 7月4日        | 上田桃子プロVS松浦亜弥・北陽チームのハンデ対決 |
| 15 | 7月11日       | 誕生日記念！賞品争奪ニアピン大会 アンガールズ |
| 16 | 7月18日       | ゲストに出川哲朗と大山英雄を迎えてゴルフ対決。松浦と北陽のあややチーム対出川・大山チームで対戦する。ただし、「あややゴルフ特別ルール」があり、あややチームの誰か1人でも、出川または大山のスコアを上回れば勝ちだという。 ついに芸能界(秘)No.1ゴルフ部凹凸コンビが初登場！伊藤(秘)露出 |
| 17 | 7月25日       | 出川哲朗チームVS大山英雄チームでゴルフ対決！ |
| 18 | 8月1日        | 古閑編。まずは、おいしいフルーツパフェを作るためのニアピン大会。グリーンには、ピンを中心にして1メートルごとにフルーツパフェの材料が用意されており、ピンから1メートル以内にオンしたら高級メロン、2メートル以内は高級マンゴー、3メートル以内だと生クリーム、そして4メートル以内はナタデココなどの材料をゲットできる。ホールインワンは賞金100万円。グリーンを外した場合はその数だけ、獲得した材料が没収になる。 古閑と材料調達ニアピンフルーツパフェ大会                                 |
| 19 | 8月8日        | ▽古閑VS松浦&北陽ティーグラウンド対決 |
| 20 | 8月15日       | ゲストは、堤下敦と飯泉祐樹。あややチームの松浦・北陽とゴルフ対決する。特別ルールとして、あややチームの誰か1人でも堤下または飯泉のスコアを上回れば勝ち。また「目指せ100切り！女子プロにゴルフの極意を学べ!!」コーナーには、古閑が登場。バランスボールに座りながら、松浦と北陽がゴルフに関することからプライベートまで質問を浴びせる。 ついに埼玉の(秘)王子が登場&はねトびメンバー参戦で大興奮！                                                                                        |
| 21 | 8月22日       | 芸能界No.1ゴルファー・関根勤VSあややチーム対決[前] |
| 22 | 8月29日       | 芸能界No.1ゴルファー・関根勤VSあややチーム対決[後] |
| 23 | 9月5日        | 賞金王片山晋呉のコーチが…必ず100切れる(秘)特訓完全保存版 |
| 24 | 9月12日       | 勢ぞろい芸能界No.1ゴルファー豪華(秘)キャディー登場で100切り |
| 25 | 9月19日       | ついに芸能界注目(秘)最終決戦2年越しの100切り夢虻川絶好調 |
| 26 | 9月26日       | 100切り挑戦！最終ラウンド(3) 出川哲朗 ゴルゴ松本 |

## スタッフ
- アシスタントディレクター:岬千鶴、近藤伸哉、問山幸子
- 総合演出:栗原甚
- プロデューサー:竹内尊実
- チーフプロデューサー:菅賢治

## 収録コース
- おおむらさきゴルフコース
- 大原・御宿ゴルフコース